# Robert for årets danske tv-serie
Robert for årets danske tv-serie er en pris, der uddeles af Danmarks Film Akademi ved den årlige Robertfest. Prisen er blevet uddelt siden 2013.

## Prisvindere

### 2010'erne
| År   | Tv-serie         | Producent | Hovedforfatter                                   | Instruktør         |
| ---- | ---------------- | --------- | ------------------------------------------------ | ------------------ |
| 2013 | Forbrydelsen III | DR        | Søren Sveistrup/Torleif Hoppe/Michael W. Horsten | Mikkel Serup       |
| 2014 | Borgen III       | DR        | Adam Price                                       | Charlotte Sieling  |
| 2015 | Arvingerne       | DR        | Maya Ilsøe                                       | Pernilla August    |
| 2016 | Arvingerne II    | DR        | Maya Ilsøe                                       | Jesper Christensen |
| 2017 | Bedrag           | DR        | Jeppe Gjervig Gram                               | Per Fly            |
| 2018 | Herrens Veje     | DR        | Adam Price                                       | Kaspar Munk        |
| 2019 | Herrens veje II  | DR        | Adam Price                                       | Kaspar Munk        |